# Transmission du savoir au haut Moyen Âge
Avec la fin de l'Empire romain d'Occident et le déclin des centres urbains, l'alphabétisation et l'apprentissage ont poursuivi leur déclin commencé au IIIe siècle. À cette époque de nombreux savoirs étaient en grec et, avec la séparation plus prononcée entre l'Occident et l'Orient de l'Empire, la transmission du savoir entre ces deux régions du monde a véritablement décliné. Alors qu'une grande partie du corpus littéraire est resté en grec, peu en Occident pouvaient le parler ou le lire. En outre, en raison des mouvements de population qui ont accompagné la fin de l'Empire romain en Occident, une grande partie de sa population étaient des descendants de barbares analphabètes plutôt que des Romains alphabétisés. En ce sens, l'éducation n'a pas été perdue autant qu'elle n'avait pas encore été acquise. 

## En Occident
L'éducation s'est concentrée dans les monastères et les cathédrales. Une «renaissance» de l'enseignement classique est apparu dans l'empire carolingien au VIIIe siècle.
Le système d'enseignement classique, qui a persisté pendant des centaines d'années, mettait l'accent sur la grammaire, le latin, le grec et la rhétorique. Les élèves lisaient et relisaient des œuvres classiques et écrivaient des essais imitant leur style. Cependant, au IVe siècle, ce système éducatif a été christianisé. Dans De Doctrina Christiana (commencé 396, achevé 426), Augustin a expliqué comment l'éducation devait s'inscrire dans la vision chrétienne du monde : le christianisme se réfère à des Écritures, donc les chrétiens doivent être alphabétisés. Tertullien était plus sceptique quant à la valeur de l'apprentissage classique, demandant "Qu'est-ce qu'Athènes a vraiment à voir avec Jérusalem?" . 
Au VIe siècle, la désurbanisation a réduit la portée de l'éducation et l'enseignement, l'apprentissage, se sont déplacés vers les écoles monastiques et cathédrales, avec l'étude des textes bibliques comme sujet central. Quant à l'éducation des laïcs s'est poursuivie sans interruption en Italie, en Espagne et dans le sud de la Gaule, où les influences romaines ont été plus durables.
Au VIIe siècle, cependant, l'apprentissage s'est développé en Irlande et dans les pays celtiques, où le latin était une langue étrangère et où les textes latins étaient étudiés et enseignés avec avidité. 

### La transmission du savoir dans les monastères
Dans les premiers monastères, il n'y avait pas de salles réservées en tant que bibliothèque, mais à partir du VIe siècle, ces dernières sont devenues un aspect essentiel de la vie monastique en Europe occidentale. Les bénédictins ont placé des livres sous la garde d'un bibliothécaire qui a supervisé leur utilisation. Dans certaines salles de lecture monastiques, des livres précieux étaient enchaînés à des étagères, mais il y avait aussi des sections destinée au prêt. La copie était également un autre aspect important des bibliothèques monastiques. Elle a été entreprise par des moines résidents ou en visite et avait lieu dans le scriptorium .
Cependant, aux VIIIe et IXe siècles Les monastères ont été pris pour cible par les Vikings qui ont envahi les côtes du nord de l'Europe et de nombreux ouvrages ont été détruits.
Dans le monde byzantin, les monastères  entretenaient rarement leurs propres centres de copie. Au lieu de cela, ils bénéficiaient des dons de riches donateurs. Au Xe siècle, la plus grande collection du monde byzantin se trouvait dans les monastères du mont Athos qui avaient accumulé plus de 10 000 livres.
Les chercheurs voyageaient d'un monastère à l'autre à la recherche des textes qu'ils souhaitaient étudier. Les moines itinérants recevaient souvent des fonds pour acheter des livres et certains monastères réputés pour leurs activités intellectuelles les accueillaient pour copier des manuscrits pour leurs propres bibliothèques. L'un d'eux était le monastère de Bobbio en Italie, fondé par l'abbé irlandais Saint-Colomban en 614 et, au IXe siècle, il disposait d'un catalogue de 666 manuscrits, comprenant des œuvres religieuses mais aussi des textes classiques, des histoires et des traités mathématiques . 

### La transmission du savoir scientifique
Dans le monde antique, le grec était la langue principale de la science. La recherche et l'enseignement scientifiques de haut niveau se sont principalement développés dans le monde hellénistique de l'Empire romain et en grec. Les tentatives romaines tardives pour traduire les écrits grecs en latin ont eu un succès limité . Alors que la connaissance du grec déclinait, l'Occident latin s'est retrouvé coupé de certaines de ses racines philosophiques et scientifiques grecques. Pendant un certain temps, les locuteurs latins qui voulaient en savoir plus sur la science n'avaient accès qu'à quelques livres de Boethius (v. 470-524) qui résumaient les manuels grecs de Nicomachus de Gerasa ou l'encyclopédie latine d'Isidore de Séville à partir de 630. Des bibliothèques privées auraient existé et les monastères auraient conservé également divers types de textes. 
L'étude de la nature a été poursuivie plus pour des raisons pratiques que pour le développement de la science elle-même : la nécessité de prendre soin des malades a conduit à développer l'étude de la médecine et à s'intéresser aux textes anciens sur les drogues ; la nécessité pour les moines de déterminer le bon moment pour prier les a amenés à étudier le mouvement des étoiles  et la nécessité de calculer la date de Pâques les ont amenés à étudier et à enseigner les mathématiques et les mouvements du Soleil et de la Lune ,.

### La Renaissance carolingienne
À la fin du VIIIe siècle, il y a eu un regain d'intérêt pour l'Antiquité classique dans le cadre de la réforme de l'éducation voulue par Charlemagne et qu'on a appelé plus tard la Renaissance carolingienne. Le moine anglais Alcuin de York a élaboré un projet de développement scientifique visant à ressusciter les connaissances classiques en établissant des programmes d'études basés sur les sept arts libéraux : le trivium, ou l'enseignement littéraire ( grammaire, rhétorique et dialectique ), et le quadrivium, ou l'enseignement scientifique ( arithmétique, géométrie, astronomie et musique ). À partir de 787, des décrets ont commencé à circuler recommandant la restauration des anciennes écoles et la fondation de nouvelles à travers l'empire. 
Sur le plan institutionnel, ces nouvelles écoles étaient soit sous la responsabilité d'un monastère ( écoles monastiques ), d'une cathédrale ou d'une cour de noble. L'enseignement de la dialectique (une discipline qui correspond à la logique actuelle) a été responsable de l'augmentation de l'intérêt pour la recherche spéculative; de cet intérêt découlerait la montée de la tradition scolastique de la philosophie chrétienne. Aux XIIe et XIIIe siècles, nombre de ces écoles fondées sous les auspices de Charlemagne, notamment les écoles cathédrales, deviendront des universités .

## L'âge d'or de Byzance
Dans l'Empire romain d'Orient, l'apprentissage (dans le sens d'une éducation formelle impliquant la littérature) fut maintenu à un niveau plus élevé qu'en Occident. Le niveau d'alphabétisation était considérablement plus élevé dans l'Empire byzantin que dans l'Occident latin. L'enseignement élémentaire était beaucoup plus répandu, parfois même à la campagne. Les écoles secondaires enseignaient toujours l' Iliade et d'autres classiques. 
La grande réussite intellectuelle de Byzance fut néanmoins le Corpus Juris Civilis, une compilation importante du droit romain réalisée sous Justinien (r. 528-65). L'ouvrage comprend une section intitulée Digesta qui résume les principales lois du droit romain de telle manière qu'elles peuvent être appliquées à n'importe quelle situation. 
Quant à l'enseignement supérieur, l'Académie néoplatonicienne d'Athènes a été fermée en 526 et l'école d'Alexandrie est restée ouverte jusqu'à la conquête arabe en 640. L'Université de Constantinople, fondée par l'empereur Théodose II en 425, semble s'être dissoute à cette époque. Elle a été refondée par l'empereur Michel III en 849. L'enseignement supérieur de cette période était axé sur la rhétorique, bien que la logique d'Aristote ait été couverte de façon simplifiée. Sous la dynastie macédonienne (867–1056), Byzance connut un âge d'or et un renouveau de l'apprentissage classique pendant lequel, même s'il y avait peu de recherches originales, la production de nombreux lexiques, anthologies, encyclopédies et commentaires fut importante.

## Apprentissage dans le monde musulman
Au cours du XIe siècle, les connaissances scientifiques reçues et développées en terre d'islam ont commencé à atteindre l'Europe occidentale, via l'Espagne musulmane. Les œuvres d'Euclide et d'Archimède, perdues en Occident, y ont été traduites de l'arabe au latin. Le système numérique hindou-arabe moderne, y compris la notation du zéro, développé par des mathématiciens hindous aux Ve et VIe siècles ont été appris au VIIe siècle par les mathématiciens du monde arabo-musulman. Ils y ont ajouté une notation pour les fractions décimales aux IXe et Xe siècles.
Vers 1000, Gerbert d'Aurillac (le futur pape Sylvestre II ) fit une table de calcul avec des compteurs gravés de chiffres arabes et un traité d'Al-Khwārizmī sur la façon d'effectuer des calculs avec ces chiffres a été traduit en latin en Espagne au XIIe siècle.